# Барбари, Якопо де
Якопо де Барбари, Якопо де Барбери (итал. Jacopo de' Barbari, Jacopo de Barberi, Barbaro, Barberino, Barbarigo o Barberigo ; 1460, Венеция — 1516, Мехелен, Бельгия) — итальянский живописец и гравёр эпохи Возрождения, работавший в Германии.

## Биография
Якопо де Барбари работал приблизительно до 1500 года в Венеции. Его живописные произведения указывают на влияние Джованни Беллини. В 1500 году переехал из Венеции в Германию, став первым известным итальянским художником эпохи Возрождения, работавшим в Северной Европе, где его произведения стали весьма популярны.
Альбрехт Дюрер в сообщении о своей первой поездке в Венецию в 1494—1495 годах, указывает, что Якопо де Барбари рассказал ему о том, что знает секрет правильного построения пропорций фигуры человека, однако не пожелал раскрыть его собеседнику, описав лишь в самых общих чертах (этот рассказ подвергают сомнению). С 1503 по 1506 год Барабари жил в городе Виттенберге, при дворе саксонского курфюрста Фридриха III, сотрудничал с учёными-гуманистами, преподававшими в основанном в городе в 1502 году университете.
В Германии Якопо де Барбари работал по заказам императора Максимилиана I, а затем перешёл ко двору Иоахима I Бранденбургского. Очевидно, он вернулся в Венецию с герцогом бургундским и кастильским королём Филиппом I Красивым, для которого позднее работал в Голландии. В марте 1510 года он стал придворным художником эрцгерцогини Маргариты Австрийской в Брюсселе и Мехелене (Бельгия). Якопо де Барбари встречался с Альбрехтом Дюрером ещё раз в Германии. Два художника обсуждали проблему пропорций в изображении человеческих фигур. «Дюрер определённо был очарован тем, что он услышал от венецианского художника, несмотря на то, что он не раскрыл всех знаний, которыми он обладал». Двадцать лет спустя Дюрер тщетно пытался получить от Маргариты Австрийской рукопись Барбари. До настоящего времени рукопись (если она существовала) считается утерянной.
В январе 1511 года Якопо де Барбари заболел и составил завещание; в марте эрцгерцогиня назначила ему пожизненную пенсию, учитывая его старость и слабость (debilitation et vieillesse). Он умер в 1516 году, оставив эрцгерцогине двадцать три гравюрных доски.

## Творчество
Живописные произведения Барбари немногочисленны. Сохранившиеся картины (около двенадцати) включают самый ранний из известных после античности образцов натюрморта в жанре «обманки» (фр. trompe-l'œil — «обманчивый глаз», «обманчивая видимость») — натуралистичного изображения предметов, создающих иллюзию реальных. Это так называемый «мюнхенский натюрморт» (хранится в мюнхенской Старой пинакотеке). Известны также два изображения Мадонны со святыми в музеях Парижа и Берлина, голова Христа в музее Веймара.
Якопо подписывал большую часть своих рисунков и гравюр изображением кадуцея — крылатого жезла бога Меркурия и надписью: «Jac.o de barbarj p 1504», расположенной на картуше.

## «Вид Венеции», или «Карта Барбари»

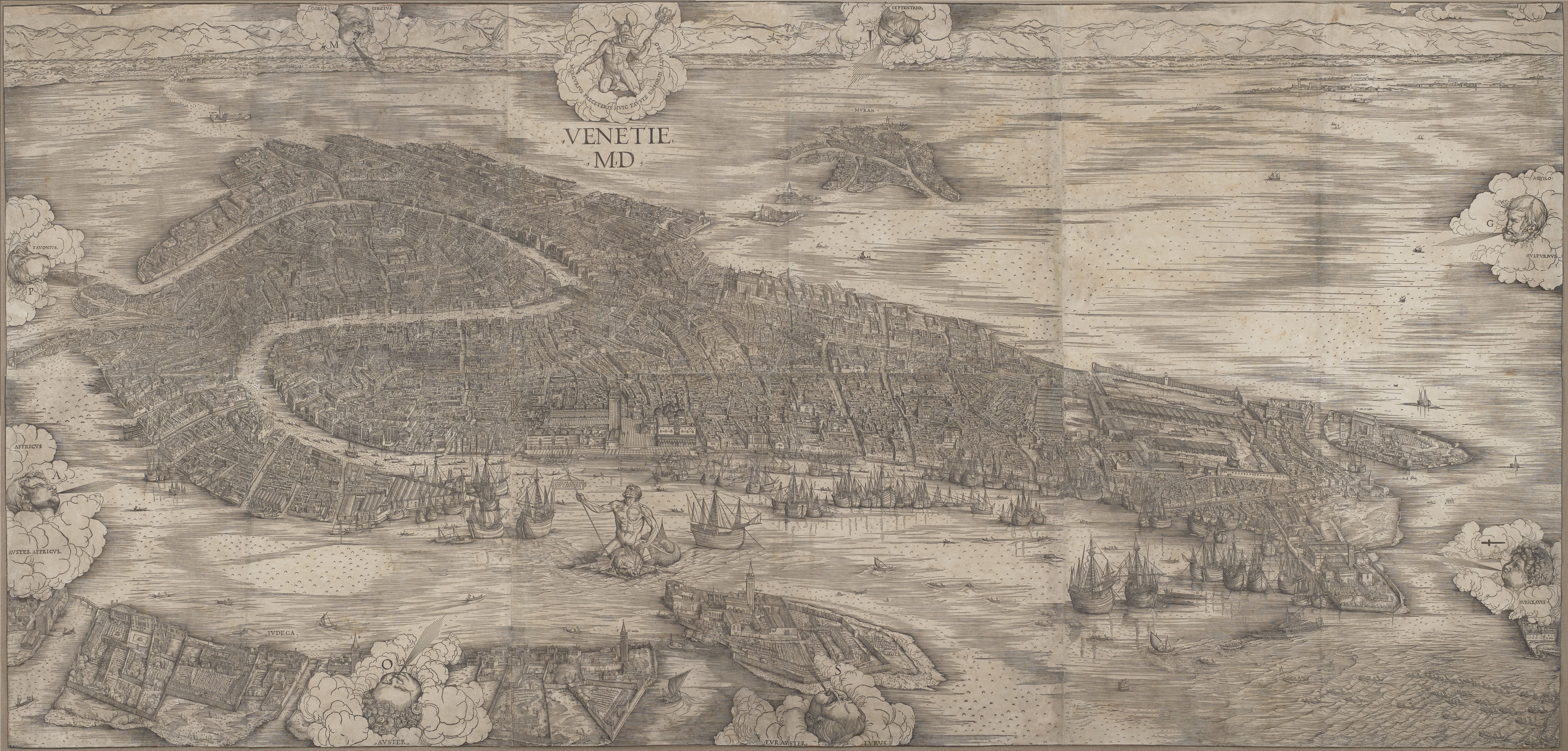
Вид Венеции. Гравюра на дереве Якопо де Барбари

Уникальным произведением в истории искусства остаётся огромная гравюра на дереве «Вид Венеции» (Veduta di Venezia); оригинальное латинское название: VENETIE MD (Венеция 1500). Гравюра создавалась в 1498—1500 годах. Она награвирована на шести деревянных досках. Составленные оттиски (каждый размером примерно 66 × 99 см) образуют панораму (1,315 x 2,818 м) с изображением города в лагуне с высоты птичьего полёта. 30 октября 1500 года Венецианская республика предоставила немецкому издателю Антону Кольбу привилегию напечатать и издать панораму в Нюрнберге. Оригинальные оттиски хранятся в музее Коррер в Венеции. Эту гравюру ранее приписывали Альбрехту Дюреру, но эта атрибуция подвергалась сомнению с XVIII века. Ныне её уверенно атрибутируют Якопо де Барбари.
Эта чрезвычайно точная и подробная работа основана на многих источниках и работе многих топографов, вероятно, с использованием географических карт и топографических обмеров. На гравюре в изометрической проекции показано расположение венецианских церквей и других построек, в том числе 103-х колоколен. Имеются названия отдельных зданий. Приблизительный масштаб 1: 1250 (восток-запад) и 1: 2750 (север-юг), поэтому гравюра, скорее всего, была предназначена для экспонирования вертикально на стене. Вверху имеется изображение Меркурия с кадуцеем (эмблема художника) и латинской надписью: «MERCVRIVS PRECETERIS HVIC FAVSTE EMPORIIS ILLVSTRO» («Это Меркурий благоприятный путеводитель»). Внизу Нептун, римский бог морей, с трезубцем, едет на дельфине в гавани, сопровождаемый надписью «AEQVORA TVENS PORTV RESIDEO HIC NEPTVNVS» (Я, Нептун, живу здесь, защищая воды гавани).
По периметру композиции — символы ветров, по два с каждой стороны, с классическими названиями. По часовой стрелке сверху: Septentrio (T), Aquilo и Fulturnus (G), Subsolanus (крест), Eurus и Евраустер (S), Остер (O), Auster Affricus и Affricus (A), Favonius (P), Corus и Circius (M). Буквы относятся к традиционным знакам «розы ветров»: Tramontana на севере, Greco на северо-востоке, Levante на востоке, Sirocco на юго-востоке, Ostro на юге, Affricus на юго-западе, Ponente на западе и Maestro (Мистраль) на северо-западе. Положение каждого ветра определяется более художественными соображениями, чем географической ориентацией города.
Известно по разным источникам 11, 12 или 13 оттисков первого состояния гравюры и такое же количество отпечатков двух других состояний (со временем в гравюры вносили некоторые изменения). Большое количество сохранившихся оттисков свидетельствует о том, что произведение рассматривалось не как рабочее топографическое изображение, а в качестве знаменитого произведения искусства. Первое состояние, опубликованное в 1500 году, показывает Кампанилу Святого Марка с временной плоской крышей после удара молнии и пожара в 1489 году. Второе состояние было опубликовано около 1514 года и гравюра была изменена, чтобы показать Кампанилу, восстановленную в 1511—1514 годах после того, как она была повреждена землетрясением в 1511 году, а исходная дата: MD (1500) была удалена. Третье состояние было опубликовано позднее, в XVI веке, с добавлением даты (MD) и снова изменённым изображением колокольни.
Помимо «Вида Венеции» Якопо де Барбари создал две другие похожие работы: «Триумф человека над сатиром» (в три доски) и «Битва между людьми и сатирами» (две панели). Эти работы, также выполненные около 1500 года, безусловно, находятся под влиянием Андреа Мантеньи.

## Галерея

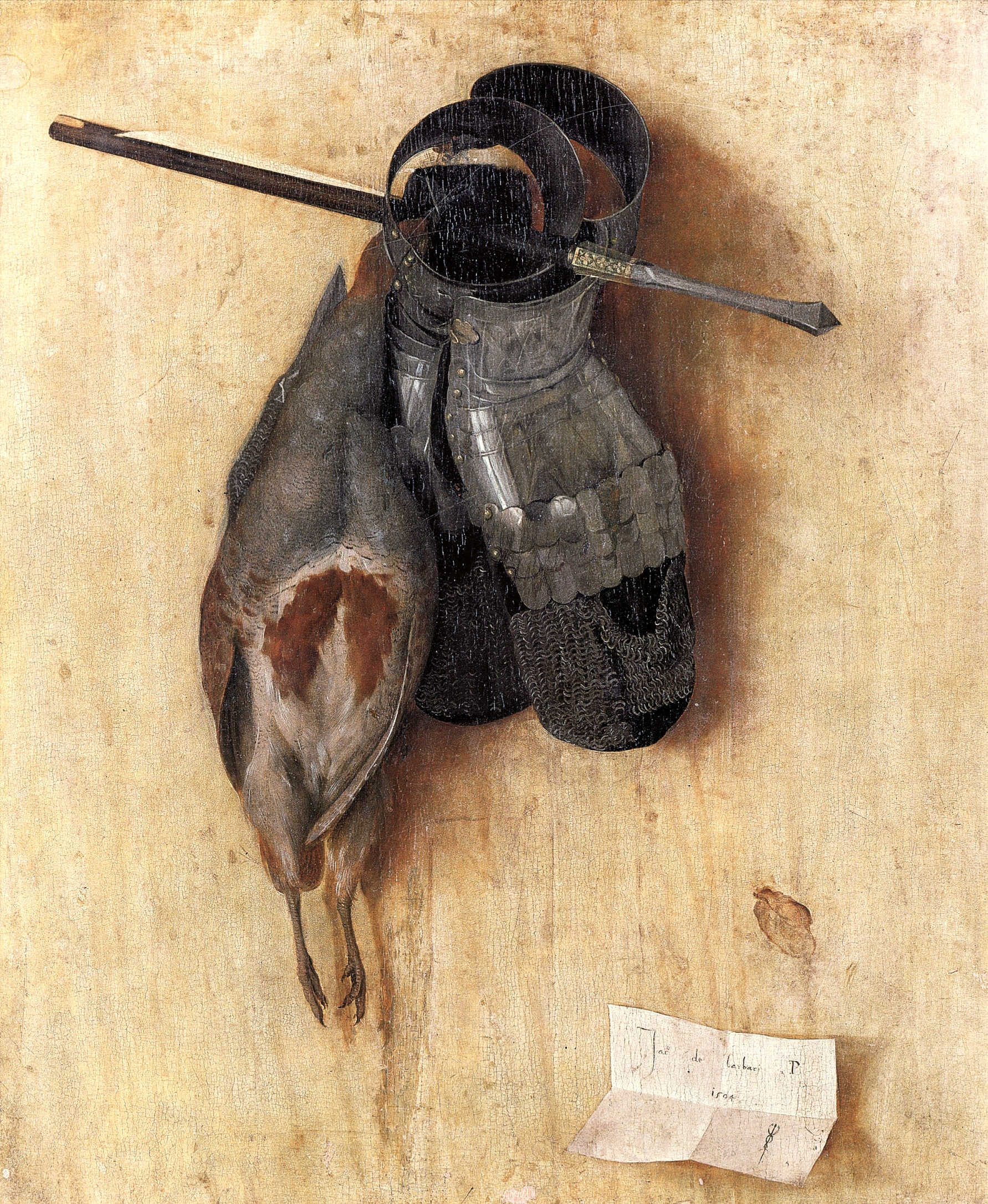
Натюрморт с куропаткой, железными перчатками и арбалетной стрелой. 1504. Дерево, масло. Мюнхен, Старая Пинакотека
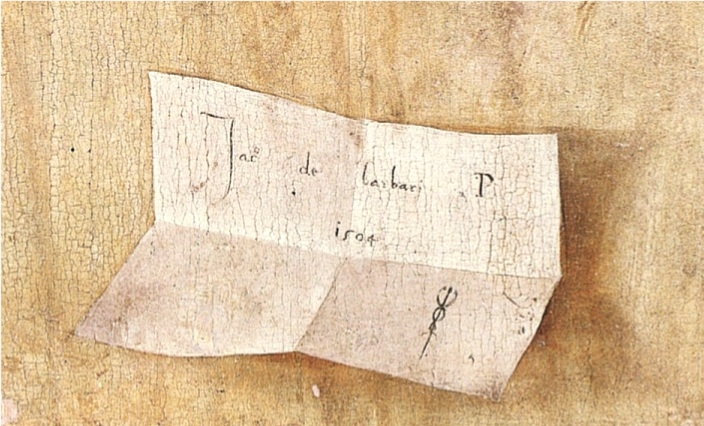
Подпись и монограмма художника
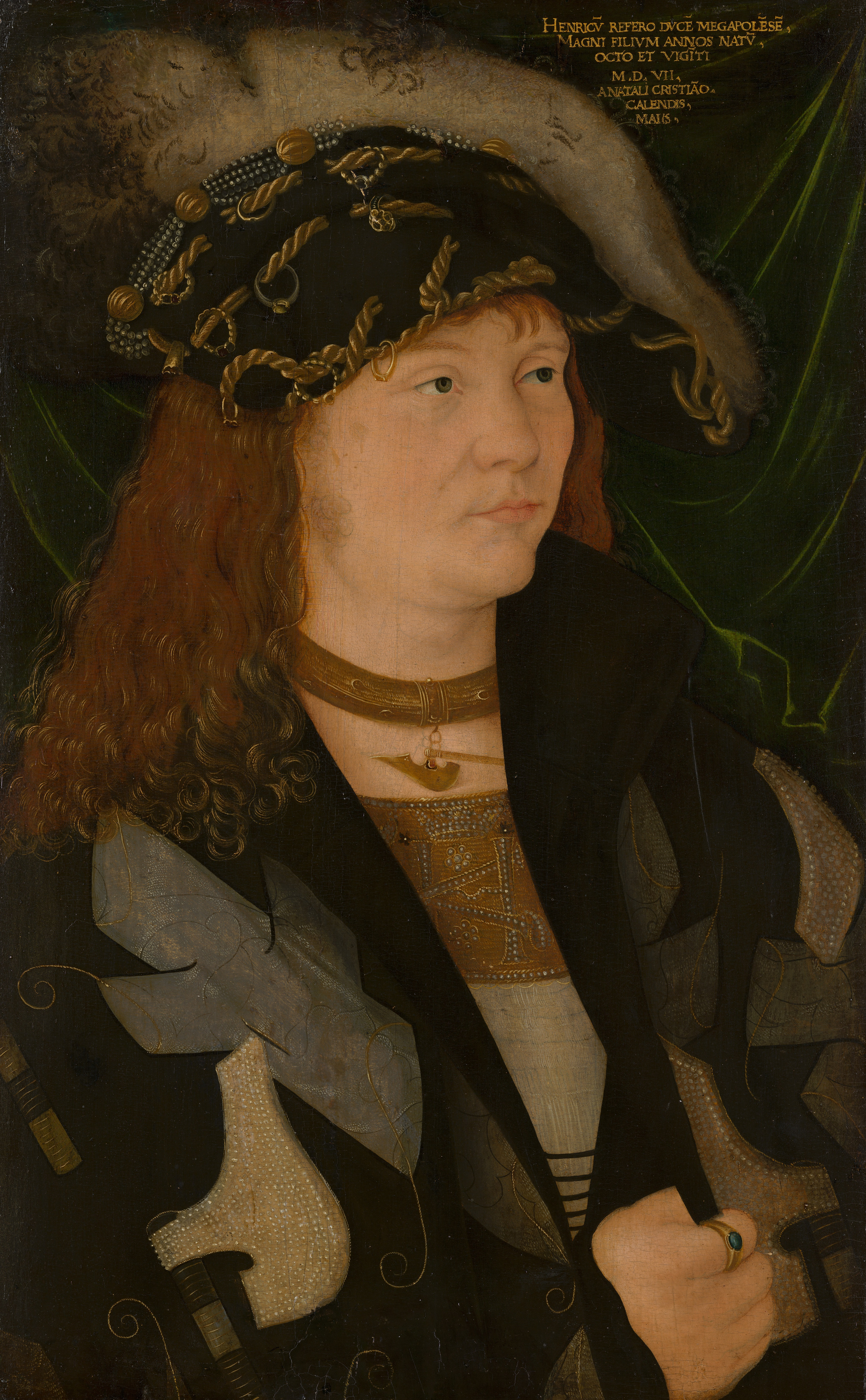
Якопо де Барбари (предположительно). Портрет Генриха, герцога Мекленбурга
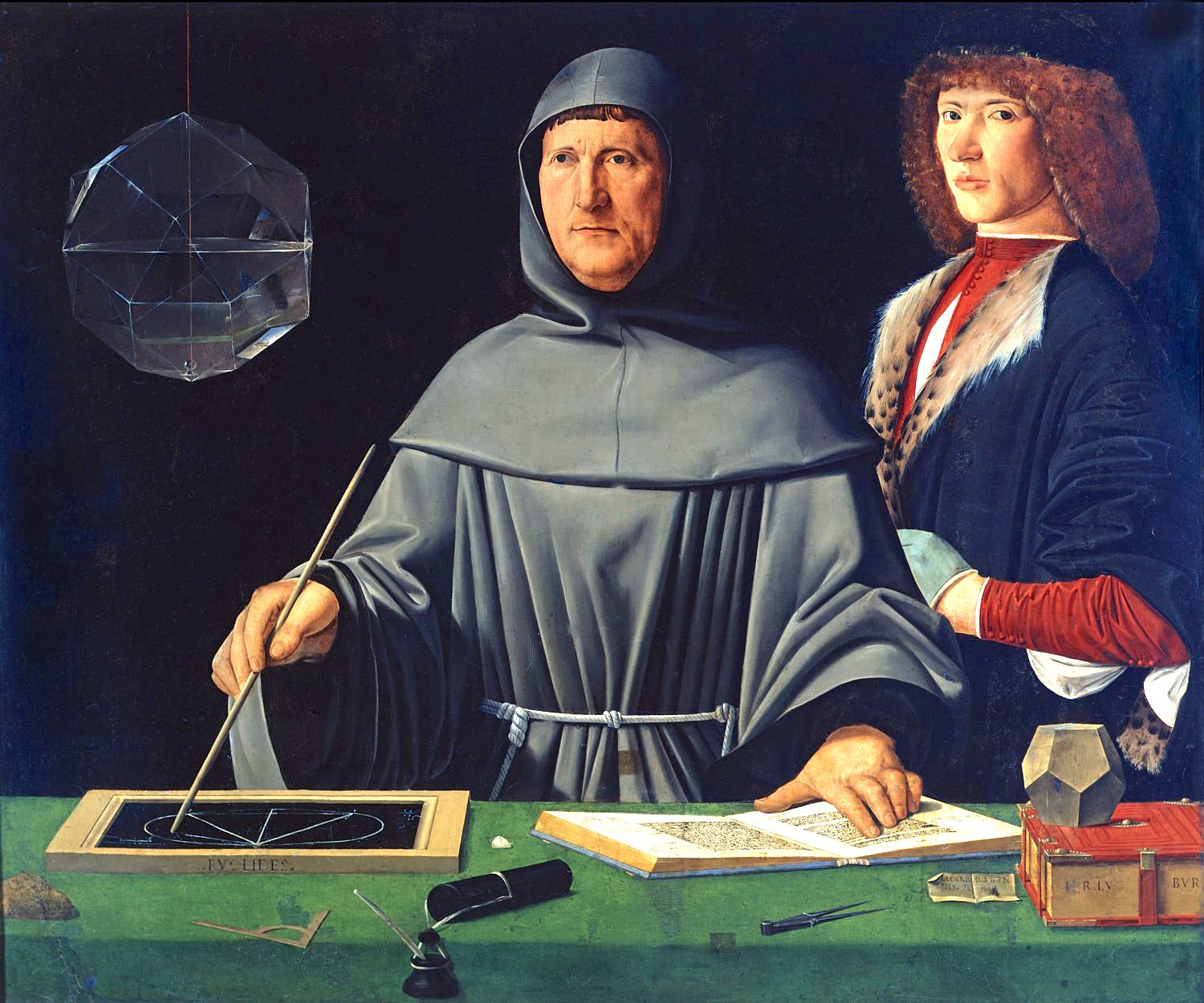
Якопо де Барбари (предположительно). Портрет Луки Пачоли и автопортрет Барбари (?). Музей Каподимонте, Неаполь
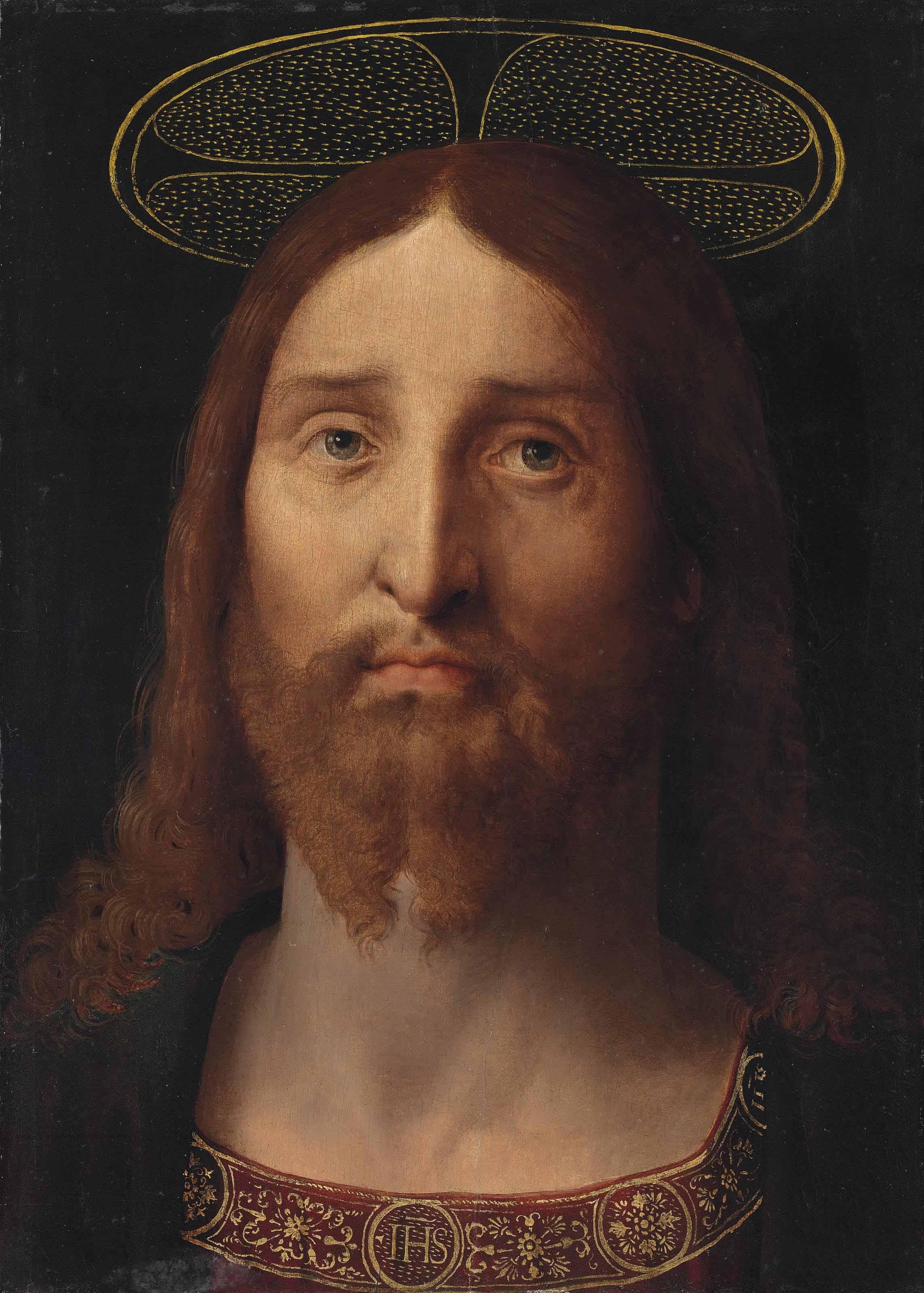
Голова Христа (Спаситель Мира). Частное собрание